# 샤먼 항공 8667편
샤먼항공 8667편(영어: XiamenAir Flight 8667)는 샤먼항공의 보잉 737-85C 항공기가 2018년 8월 16일 필리핀 마닐라의 니노이 아키노 국제공항에 착륙 시도중, 조종사의 과실로 인해 활주로를 이탈한 사고이다. 이 사고 이후 사고기는 손상이 심해 퇴역했다.